# Giovanni Botteghi
Giovanni Botteghi (Livorno, 18 maggio 1955) è un ex calciatore italiano, di ruolo centrocampista.

## Carriera
Ha disputato quattro campionati di Serie B con Modena (dal 1975 al 1978) ed Arezzo (stagione 1982-1983), per complessive 67 presenze e 2 reti fra i cadetti.

## Palmarès

### Club

#### Competizioni nazionali
- Coppa Italia Semiprofessionisti: 1

Arezzo: 1980-1981
- Serie C1: 1

Arezzo: 1981-1982